# حسین ضاهر
حسین ضاهر (عربی: حسين خليل ضاهر؛ زادهٔ ۱۵ مارس ۱۹۷۷) بازیکن فوتبال اهل لبنان بود.
وی همچنین در تیم ملی فوتبال لبنان بازی کرده‌است.